# L'Honorable Société (film)
Pour l’article homonyme, voir L'Honorable Société (roman).
Pour plus de détails, voir Fiche technique et Distribution.
L'Honorable Société est un film français réalisé par Anielle Weinberger, sorti en 1980.

## Synopsis
Il était une fois un homme très riche et très puissant : Max de Marcilly (Daniel Gelin).
Un soir du Nouvel An 1977, il organise une soirée commémorative. En effet cinq ans auparavant, au cours du tournage du film La Mort Rouge dont Max était le producteur, sa femme Béatrice avait trouvé la mort. Depuis, à la recherche du double perdu, il a épousé Eve (Anicée Alvina), la petite sœur de Béatrice. Pour cette soirée, Max a demandé aux comédiens, au metteur en scène et au musicien de la Mort Rouge de reconstituer le numéro dont sa première épouse fut la victime. Seule la famille Marcilly assiste à cette commémoration. Devant cet homme puissant qui s'occupe plus de la mise en scène de ses fantasmes que de ses affaires, la famille juge qu'il est temps de mettre un terme à ces fantaisies qui peuvent faire basculer l'empire des Marcilly. Blaise, le propre fils de Max, sera choisi comme bouc-émissaire. Déçu de son amour irraisonné et exclusif pour son père, le jeune homme va trouver dans cette soirée de dupes l'occasion de renouveler et de vérifier son étrange pouvoir destructeur.

## Fiche technique
- Titre français : L'Honorable Société
- Réalisation : Anielle Weinberger
- Scénario : Yves-André Delubac[1] et Anielle Weinberger
- Directeur de la photographie : Ramón Suárez
- Assistante à la photographie : Elizabeth Prouvost
- Son : Jacques Gauron
- Montage : Jacques Comets
- Musique : Bernard Lubat
- Assistant réalisateur : Gérard Frot-Coutaz
- Photographe de plateau : François Denis
- Production : G.I.E. ANIELLE WEINBERGER
- Productrice déléguée : Anielle Weinberger
- Producteur exécutif : Marc Baschet
- Directeur de production : Robert Rea
- Secrétaire de production : Jean-Jacques Bernard
- Pays d'origine : France
- Format : Couleurs - 35 mm - 1,66:1 - Mono
- Genre : comédie dramatique
- Durée : 85 minutes
- Distribution : FRANFILMDIS
- Date de sortie : France, 16 avril 1980

## Distribution
- Daniel Gélin : Max de Marcilly
- Anicée Alvina : Ève de Marcilly
- Marcel Dalio : Marcel
- Yves-André Delubac : Blaise de Marcilly
- Hugues Quester : Jean
- Jean Champion : Gaston de Marcilly
- Denis Manuel : Alain de Marcilly dit 'le Baron de l'Acier'
- Catherine Lachens : Claudia
- Aïna Walle : Fleur
- Dominique Erlanger : Simone de Marcilly
- Denise Ortoli : Reine de Marcilly

## Appréciation critique
« L'Honorable société est l'un des films les plus intéressants de notre jeune cinéma, et Anielle Weinberger l'un de ses talents les plus prometteurs. Même si ses choix stylistiques sont très différents, elle est de la classe et de la famille des Werner Schroeter et des Daniel Schmid.[...] Tout le film, réalisé avec une parfaite maîtrise technique, baigne dans un climat onirique, à la limite du fantastique. »

— André Cornand,  La Saison cinématographique 1980